# Mortal Engines
Máquinas Mortais (prt: Engenhos Mortíferos; bra: Máquinas Mortais) é um filme de aventura pós-apocalíptico de 2018, dirigido por Christian Rivers e com roteiro de Fran Walsh, Philippa Boyens e Peter Jackson, baseado no romance homônimo de Philip Reeve, e estrelado por Hugo Weaving, Hera Hilmar e Robert Sheehan, Jihae , Ronan Raftery , George Leila, Patrick Malahide e Stephen Lang. Uma co-produção norte-americana e neo-zelandesa, o filme se passa em um futuro pós-apocalíptico onde cidades inteiras foram montadas sobre rodas e motorizadas, e caçam umas as outras.
Jackson comprou os direitos do livro em 2009, mas o filme definhou por vários anos antes de ser oficialmente anunciado em 2016. Jackson escolheu Rivers, que ganhou um Oscar de Melhor Efeitos Visuais por seu trabalho em King Kong de Jackson, para fazer sua estreia na direção. Para o projeto, também trouxe vários membros de suas equipes de produção das série de filmes O Senhor dos Anéis e O Hobbit. As filmagens ocorreram de abril a julho de 2017 na Nova Zelândia.
O filme teve sua estreia mundial em 27 de novembro de 2018 em Londres, foi lançada nos cinemas da Austrália e Nova Zelândia em 6 de dezembro de 2018 e nos Estados Unidos em 14 de dezembro de 2018. O filme recebeu críticas mistas dos críticos, alguns elogiando os efeitos visuais e a maioria criticando a direção, roteiro e "falta de personalidade". Foi um fracasso de bilheteria, tendo arrecadado pouco mais de US$ 82 milhões em todo o mundo contra um orçamento de produção de pelo menos US$ 100 milhões, com prejuízos estimados para o estúdio chegando a US$ 150 milhões.
Uma série de jogos em primeira pessoa, passados no mesmo universo ficcional dos jogos Mortal Engines, foi criado com Rekt Galaxies em 2020.

## Elenco
- Hera Hilmar como Hester Shaw, filha de Pandora e uma assassina fugitiva desfigurada com uma vingança pessoal contra Thaddeus
- Poppy MacLeod como jovem Hester Shaw
- Robert Sheehan como Tom Natsworthy, um historiador aprendiz de baixa classe de Londres expulso da cidade e forçado a se aliar a Hester e à resistência.
- Hugo Weaving como Thaddeus Valentine, chefe da Guilda dos historiadores e pai de Katherine Valentine e Hester Shaw.
- Jihae como Anna Fang, piloto e líder da Liga Anti-Tração, um grupo de resistência contra as cidades em movimento devorando os recursos da Terra.
- Leila George como Katherine Valentine, filha de Thaddeus Valentine e uma das elites de Londres.
- Ronan Raftery como Bevis Pod, um engenheiro aprendiz que é amigo de Katherine.
- Patrick Malahide como Magnus Crome, o prefeito de Londres.
- Stephen Lang como Shrike, o último de um batalhão de mortos-vivos conhecidos como Stalkers, que foram vítimas da guerra, re-animado com peças de máquinas e o pai adotivo de Hester.